# Acereda
Acereda es una localidad del municipio de Santiurde de Toranzo (Cantabria, España). En el año 2008 contaba con una población de 32 habitantes (INE). La localidad se encuentra a 210 metros de altitud sobre el nivel del mar, y a 1,7 kilómetros de la capital municipal, Santiurde de Toranzo.
Destaca del lugar, la iglesia románica de La Asunción, declarada Bien de Interés Cultural en el año 1984.
Un pueblo con encanto, numerosas casas rurales, una hermosa fuente recientemente renovado en lo alto del pueblo.
En lo bajo encontramos su antiguo molino.
Un pequeño parque en el centro del pueblo.
Sumergida en el verde más intenso de la provincia, constituye un auténtico remanso de paz para todo aquel que se aventure a descubrirla, pues aquí reina esa añorada tranquilidad que apacigua el alma y aleja a los transeúntes del mundanal ruido. Acereda cuenta con viviendas sencillas y bastante uniformes, dos de las cuales antiguamente tenían molinos: una en La Rebia y otra que perteneció al vínculo de los Villegas junto a la Ermita de Nuestra Señora de Consolación.
El pueblo de Acereda se encuentra situado entre San Martín de Toranzo y la capital del munincipio, Santiurde de Toranzo (a 1,7 kilómetros). Esta pequeña localidad se encuentra a 210 metros de altitud sobre el nivel del mar y, según los datos recogidos en el INE, en 2016 la habitaban 18 aceredanos, con lo cual podemos constatar que la población ha ido disminuyendo con el paso de los años.
Actualmente se conserva en Acereda la famosa iglesia románica de La Asunción, declarada Bien de Interés Cultural por el Gobierno de Cantabria en el año 1984. Debido a sus características, este templo religioso se ha convertido en un foco de atención para los turistas y apasionados de la historia y del arte, ya que su construcción data del siglo XIV, habiendo sido reconstruido en el siglo XVII y retocado posteriormente.